# Johan Larsson (Unihockeyspieler)
Johan Larsson (* 12. Juli 1994) ist ein schwedischer Unihockeyspieler, der beim Nationalliga-A-Verein HC Rychenberg Winterthur unter Vertrag steht.

## Karriere
2022 wechselte Larsson erstmals in die oberste Schweizer Spielklasse. Nach einer Saison bei Zug United wechselte er auf die folgende Saison zum Ligakonkurrenten HC Rychenberg Winterthur.